# Râul Anineș
Râul Anineș este un curs de apă, afluent al râului Orăștie. Cursul superior al râului mai este cunoscut și sub denumirea de Râul Ceata.

## Hărți
- Harta județului Hunedoara
- Harta Munții Șureanu  Arhivat în 11 mai 2012, la Wayback Machine.